# Annett Louisan

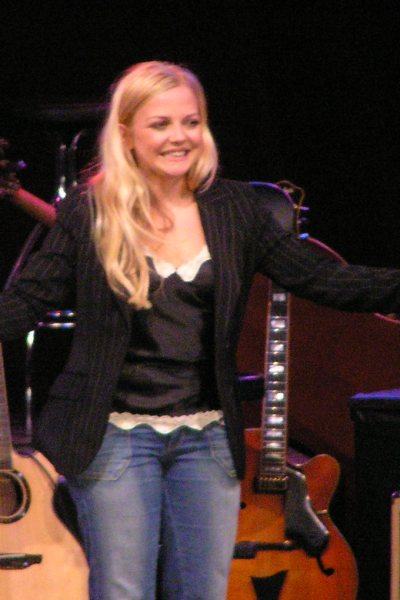
Annett Louisan (2005)

Annett Louisan (nascuda Annett Päge; Havelberg, 2 d'abril de 1977) és una cantant de música pop alemanya. Louisan és el seu nom artístic, derivat del nom de la seva àvia, Louise. El seu primer àlbum, Bohème (2004), va figurar a les llistes alemanyes durant gairebé un any, arribant a assolir el tercer lloc.

## Biografia
Louisan va néixer en abril del 1977 a Saxònia-Anhalt en temps de l'ex República Democràtica Alemanya (RDA), on va tindre les primeres experiències amb la música, participant en un cor escolar. Després de la reunificació alemanya, emigrà amb la seua mare a Hamburg on començà una carrera universitària a l'Escola Superior de Belles Arts, que finançava amb el seu treball com a intérpret d'estudi. Amb el temps, la carrera musical va guanyar importància i els estudis universitaris van passar a un segon terme. Des de desembre de 2004 està casada amb Gazi Isikatli.

## Música
Annett Louisan és una de les poques intèrprets alemanyes que, emprant música popular, han aconseguit triomfar a la música Pop. Responsable d'aquest èxit és, en companyia de la interpretació de Louisan, les lletres de Frank Ramond, així com les composicions musicals de Hardy Kayser i Matthias Haß.
Les seues lletres aborden temes de la societat moderna, però sempre pren especial rellevància el rol de la dona i la seua pròpia visió, un tema fortament polititzat. Es tracta de textos complexos que sovint busquen provocar, ja que estan carregats d'ambivalències, tant en la lletra com en la interpretació.
En l'àmbit musical, el seu estil defuig de la música Pop convencional i es dirigeix més cap a la tradició de la Chanson francesa i alemanya, especialment a partir del seu segon treball. Música de vals, tangos i ritmes de Bossa-Nova apareixen sovint a les seues cançons.

## Discografia

### Àlbums
| Any  | Títol                      | Posició a les llistes | Posició a les llistes | Posició a les llistes | Vendes                      |
| Any  | Títol                      | DE                    | AT                    | CH                    | Vendes                      |
| ---- | -------------------------- | --------------------- | --------------------- | --------------------- | --------------------------- |
| 2004 | Bohème                     | 3                     | 11                    | 23                    | IFPI (D): 2 discs de platí] |
| 2005 | Unausgesprochen            | 3                     | 19                    | 49                    | IFPI (D): 1 disc de platí   |
| 2007 | Das optimale Leben         | 2                     | 6                     | 7                     | IFPI (D):                   |
| 2008 | '’Teilzeithippie’’         | 2                     | 6                     | 11                    | IFPI (D):                   |
| 2011 | ‘’In meiner Mitte’’        | 2                     | 5                     | 22                    | IFPI (D):                   |
| 2014 | ‘’Zu viel Information’’    | 3                     | 4                     | 8                     | IFPI (D):                   |
| 2016 | ‘’Berlin, Kapstadt, Prag’’ | 11                    | 22                    | 32                    | IFPI (D):                   |
| 2019 | ‘’Kleine große Liebe’’     | 6                     | 11                    | 14                    | IFPI (D):                   |
| 2020 | ‘’Kitsch’’                 | 7                     | 9                     | 29                    | IFPI (D):                   |
| 2023 | ‘’Baby Blue’’              | 8                     | 29                    | 65                    | IFPI (D):                   |

### Singles
| Any  | Títol                                   | Posició a les llistes | Posició a les llistes | Posició a les llistes | Posició a les llistes | Àlbum                                                                 |
| Any  | Títol                                   | DE                    | AT                    | CH                    | EU                    | Àlbum                                                                 |
| ---- | --------------------------------------- | --------------------- | --------------------- | --------------------- | --------------------- | --------------------------------------------------------------------- |
| 2004 | Das Spiel                               | 5                     | 12                    | 66                    | 17                    | Bohème                                                                |
| 2005 | Das Gefühl                              | 34                    | 64                    | -                     | -                     | Bohème                                                                |
| 2005 | Das große Erwachen (…und jetzt…)        | 52                    | 68                    | -                     | -                     | Unausgesprochen                                                       |
| 2006 | Eve (Online-Single)                     | -                     | -                     | -                     | -                     | Unausgesprochen                                                       |
| 2006 | Wer bin ich wirklich                    | 29                    | 54                    | 46                    | -                     | Titelsong der Telenovela Lotta in Love / Unausgesprochen (Neuauflage) |
| 2007 | Das alles wär nie passiert              | 52                    | 71                    | 30                    | -                     | Das optimale Leben                                                    |
| 2007 | Was haben wir gesucht? (VÖ: 30.11.2007) | -                     | -                     | -                     | -                     | Das optimale Leben                                                    |

### DVDs
- 2006: Unausgesprochen (Live-DVD)

### Altres
- 2005: B-Seite (Rio Reiser Coverversion, "Familienalbum")
- 2006: Das silberne Segel (Projecte de cançons i audiollibre)
- 2007: Kokettier nicht mit mir (Duo amb Götz Alsmann, Album "Mein Geheimnis")

## Premis

### 2004
- Disc d'Or: per Bohème

### 2005
- Premi Echo: Artista de l'any: categoria Rock/Pop nacional
- Diapasó daurat: Solista de Pop amb més èxit
- Discs d'or: 3 discs d'or i 2 de platí per Bohème
- DIVA-Award: New Talent of the Year

### 2006
- Discs d'or: 1 disc d'or i un de platí per Unausgesprochen
- Diapasó daurat: Solista de Pop amb més èxit